# Terefundus
Terefundus is een geslacht van weekdieren uit de klasse van de Gastropoda (slakken).

## Soorten
- Terefundus anomalus Dell, 1956
- Terefundus axirugosus Dell, 1956
- Terefundus crispulatus (Suter, 1908)
- Terefundus cuvierensis (Mestayer, 1919)
- Terefundus lamelliferus Maxwell, 1988 †
- Terefundus murdochi (Marwick, 1924) †
- Terefundus quadricinctus (Suter, 1908)